# كأس نيوزيلندا 1985
كأس نيوزيلندا 1985 (بالإنجليزية: 1985 Chatham Cup)‏ هو موسم من كأس نيوزيلندا. فاز فيه Napier City Rovers FC ‏.